# Protocolo de Genebra

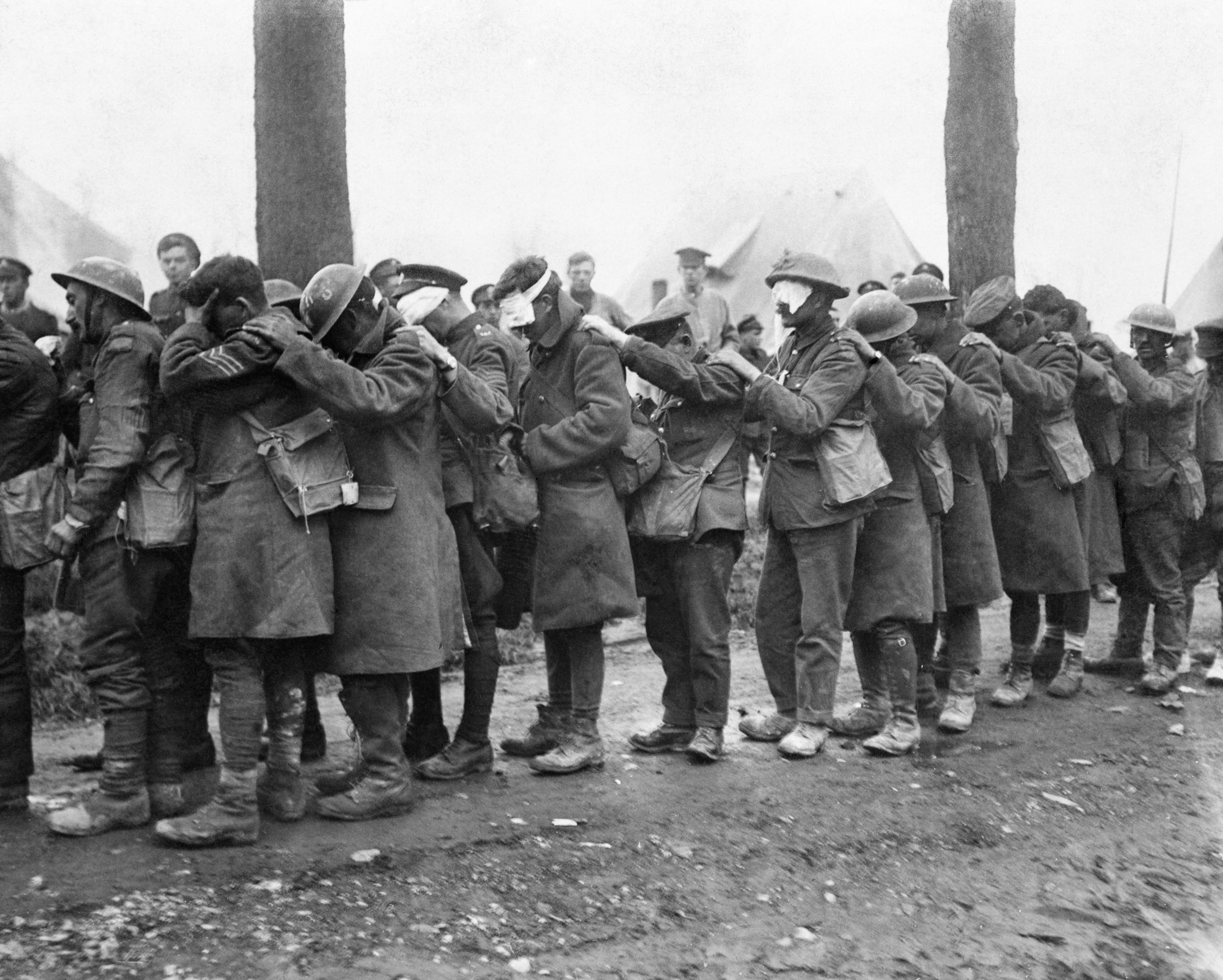
Tropas britânicas cegadas por gás venenoso durante a Batalha de Estaires, 1918

O Protocolo para a Proibição do uso em uma Guerra de Asfixiantes, Venenos ou outros Gases, e de Métodos Bacteriológicos geralmente chamado de Protocolo de Genebra foi um tratado proibindo o uso de armas químicas e bacteriológicas.
O Protocolo foi assinado em 17 de junho de 1925 e entrou em vigor em 8 de fevereiro de 1928.
Na Segunda Guerra Mundial a Alemanha Nazista utilizou gases venenosos e outros tipos de produtos químicos nos prisioneiros de guerra e na frente de batalha.
A proibição é para o uso de armas químicas e armas biológicas, mas nada disse a respeito sobre a produção, armazenamento, estocagem ou transferência destas armas.